# مسیحا (هندل)
مَسیحا یا مسیح یا مِسایا (به انگلیسی: Messiah) یک اوراتوریو ساختهٔ جرج فردریک هندل (۲۳ فوریه ۱۶۸۵ – ۱۴ آوریل ۱۷۵۹) آهنگساز آلمانی‌تبار و انگلیسیِ اواخر دورهٔ باروک است.
این اثر که با شمارهٔ HWV 56 شناخته می‌شود به زبان انگلیسی و در سال ۱۷۴۱ ساخته شده و متنش را چالرز جننز از نسخه شاه جیمز و مزامیر کاوردیل اقتباس کرده‌است که نسخه‌ای از مزامیر است که در کتاب نمازنامهٔ عام آمده‌است. اولین اجرای این اثر در آوریل ۱۷۴۲ در دوبلین صورت گرفت و یک سال بعد در لندن نیز روی صحنه رفت. اگر چه استقبال اولیه از این اثر کمرنگ بود، اما بعداً بسیار مورد استقبال قرار گرفت و تبدیل به یکی از پراجراترین آثار کُرال در تاریخ موسیقی غرب شد.
هندل از سال ۱۷۱۲ در انگلستان می‌زیست و تا پیش از نوشتن این اوراتوریو، به خاطر نوشتن اپراهایی به زبان ایتالیایی شهرت پیدا کرده بود. او نوشتن اوراتوریو به انگلیسی را از دههٔ ۱۷۳۰ آغاز کرد و این کارش در واکنش به تغییر ذائقهٔ شنیداری مردم انگلستان بود. مسیحا ششمین اوراتوریویی بود که هندل نوشت. اگر چه ساختار این اثر مانند اپراهای دوران باروک است اما برخلاف آن اپراها محتوای درام ندارد، شخصیت‌های آن نقش افرادی در دنیای واقعی را بازی نمی‌کنند و مکالمهٔ مستقیم بین خوانندگان صورت نمی‌گیرد. متن این اثر به عیسی اشاره دارد که لقب مسیحا (مسیح) به وی داده می‌شود. شعر با اشاره به پیشگویی‌های اشعیا و دیگران آغاز می‌شود و سپس به داستان بشارت به شبان‌ها (که بخشی از داستان میلاد مسیح است) می‌پردازد. این داستان تنها بخشی از شعر است که عیناً از انجیل برداشت شده‌است. در قسمت دوم، هندل به مصائب عیسی می‌پردازد و این بخش با آواز هله‌لویا به پایان می‌رسد. در بخش سوم، به رستاخیز مسیح پرداخته می‌شود و مقام عیسی در بهشت مورد ستایش قرار می‌گیرد.
هندل مسیحا را به شکلی نوشت که برای خوانندگان و نوازندگان متوسط قابل اجرا باشد، و بخش‌های مختلفی از آن را به صورت اختیاری قرار داد. پس از مرگ او، این اثر به طور گسترده‌تری مورد اجرا قرار گرفت و توسط ارکسترها و گروه‌های بزرگ اجرا شد. موسیقی‌دانان مختلف به اصلاح و تقویت سازبندی این اثر پرداختند که موتزارت از آن جمله‌است؛ وی نسخهٔ آلمانی از این اثر را با نام در مسیاس (به آلمانی: Der Messias) در سال ۱۷۸۹ منتشر کرد. در سده‌های ۲۰ و ۲۱ میلادی بیشتر اجراها تلاش کرده‌اند که این اثر را به شکل اصلی‌اش اجرا کنند، اگر چه اجراهای عظیم از این اثر نیز کماکان متداول هستند. یکی از قدیمی‌ترین نسخه‌های ضبط‌شدهٔ این اثر در سال ۱۹۲۸ روی صفحه گرامافون منتشر شد و از آن زمان این اثر بارها ضبط شده‌است.

## پیشینه

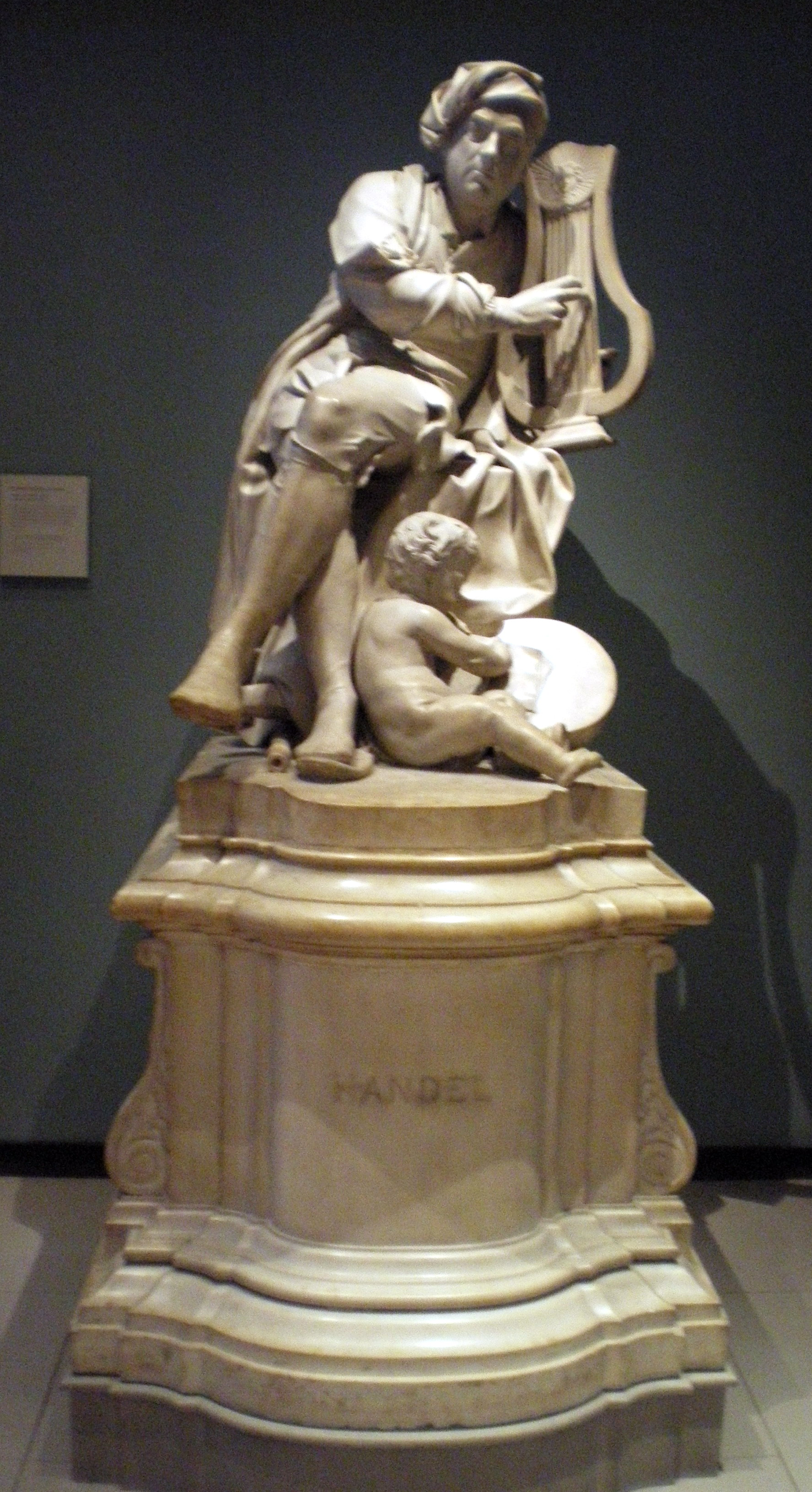
مجسمه‌ای که به افتخار هندل در واکسال گاردنز در لندن برپا شد. این مجسمه همینک در موزه ویکتوریا و آلبرت قرار دارد.

جرج فردریک هندل در سال ۱۶۸۵ شهر هاله در آلمان امروزی به دنیا آمد و در سال ۱۷۱۲ برای همیشه به انگلستان مهاجرت کرد و در سال ۱۷۲۷ تابعیت این کشور را دریافت کرد. تا سال ۱۷۴۱ او در انگلستان شهرتش را تثبیت کرده بود و این امر از افتخارات که به‌دست آورده بود مشهود بود. در این زمان او از دربار جرج دوم مقرری دریافت می کرد و مجسمه‌ای نیز به افتخار او در واکسال گاردنز برپا شده بود که امر بسیار نادری برای زندگان بود (مجسمه‌های یابود این پارک معمولاً به افتخار بزرگانی که درگذشته بودند برپا می‌شدند). از بین آثار بسیاری که هندل ساخته بود، بیشتر شهرتش به اپراهای ایتالیایی که ساخته بود مربوط می‌شد. او در سال ۱۷۱۱ با ساختن و اجرای اپرای رینالدو عملاً اپرای ایتالیایی را به لندن آورد. پس از آن نیز او بالغ بر ۴۰ اپرای دیگر را در لندن به صحنه برد.
از اوایل دههٔ ۱۷۳۰، ذائقهٔ موسیقایی مردم لندن تغییر کرد و علاقه‌شان به اپراهای ایتالیایی کاهش یافت. همزمان، موفقیت جان گی و یوهان کریستوفر پپوش با اپرای گدایان که اولین بار در سال ۱۷۲۸ اجرا شده بود منجر به علاقهٔ بیشتر شنوندگان به اپراهای انگلیسی گشت که در آن‌ها اپراهای پرتظاهر ایتالیایی به سخره گرفته می‌شدند. هندل که فروش آثارش رو به افول نهاده بود، بخش زیادی از درآمدش به اجراهای خصوصی برای اشراف وابسته شده بود. در سال ۱۷۳۳ یک شرکت به نام اپرا برای اشراف توسط رقبای هندل ایجاد شد و جلب درآمد از این طریق نیز برای هندل دشوار شد. هندل برای گذر از این دشواری‌ها مجبور شد که مقدار زیادی از سرمایهٔ خودش را خرج کند.
با وجود افول اپرای ایتالیایی، هندل کماکان به این ژانر وفادار ماند اما به موازات آن‌ها شروع به ساخت اوراتوریوهایی به انگلیسی کرد. او پیش از این نیز اوراتوریو نوشته بود؛ از جمله در سال ۱۷۰۷ و ۱۷۰۸ که او دو اوراتوریوی ایتالیایی در رم نوشت اگرچه اجرای آن‌ها به دستور پاپ ممنوع اعلام شد. همچنین در سال ۱۷۱۸ او یک اوراتوریوی انگلیسی به نام اِستِر نوشته بود که ساخت آن بر اساس یک سفارش شخصی انجام شد و اجرایش نیز خصوصی بود. در سال ۱۷۳۲ هندل نسخه‌ای گسترش‌یافته از استر را در تئاتر هر مجستی (معروف به تئاتر پادشاه و واقع در محلهٔ هی مارکت) به روی صحنه برد و اعضای خاندان سلطنتی اجرای آن را در روز ۶ مه تماشا کردند. موفقیت این اثر باعث شد که هندل دو اوراتوریوی دیگر (به نام‌های دبوره و آتالیا) بنویسد. هر سهٔ این آثار در اواسط سال ۱۷۳۳ در سالن نمایش شلدون در آکسفورد روی صحنه رفتند و مورد استقبال شمار زیادی از تماشاچیان قرار گرفتند. استقبال از آن‌ها چنان بود که روایت شده برخی دانشجویان مبلمان منزلشان را فروختند تا بتوانند بلیط آن‌ها را که پنج شیلینگ قیمت داشت تهیه کنند.
در سال ۱۷۳۵ هندل از چارلز جننز متن شعر اوراتوریوی طالوت را دریافت کرد. جننز یک مالک پولدار بود که به موسیقی و ادبیات علاقه داشت و لیبرتو هم می‌نوشت. از آنجا که در این زمان خلاقیت هندل کماکان صرف نوشتن اپرا می‌شد، آهنگسازی برای این شعر را تا سال ۱۷۳۸ به تعویق انداخت و نهایتاً برای اجرا در فصل ۱۷۳۸-۱۷۳۹ به صحنه برد. این تئاتر اولین بار در تئاتر پادشاه روی صحنه رفت و مورد استقبال قرار گرفت. مدتی کوتاهی پس  از آن، هندل اوراتوریوی یعقوب در مصر را روی صحنه برد که شعر آن هم سرودهٔ جننز بود، اما این اثر مورد استقبال قرار نگرفت. تا پایان دههٔ ۱۷۳۰ گرایش به سمت آثار انگلیسی‌زبان اجتناب‌ناپذیر شده بود و نهایتاً هندل در فوریهٔ ۱۷۴۱ پس از آن که آخرین اپرایش با نام دیدامیا را روی صحنه برد، این ژانر را کاملاً کنار گذاشت. در ژوئیهٔ ۱۷۴۱ جننز یک لیبرتوی جدید برای یک اوراتوریو به او فرستاد و چندی بعد، در نامه‌ای مورخ ۱۰ ژوئیهٔ ۱۷۴۱، جننز در نامه‌ای به دوستش ادوارد هولدزورث نوشت که «امیدوارم [هندل] ذکاوت و مهارتش را بر این شعر به‌کار ببندد و آهنگی والاتر از دیگر آهنگ‌هایش برای آن بسازد چرا که موضوع این ترانه از تمام موضوعات والاتر است. موضوع این ترانه مسیحاست.»

## داستان

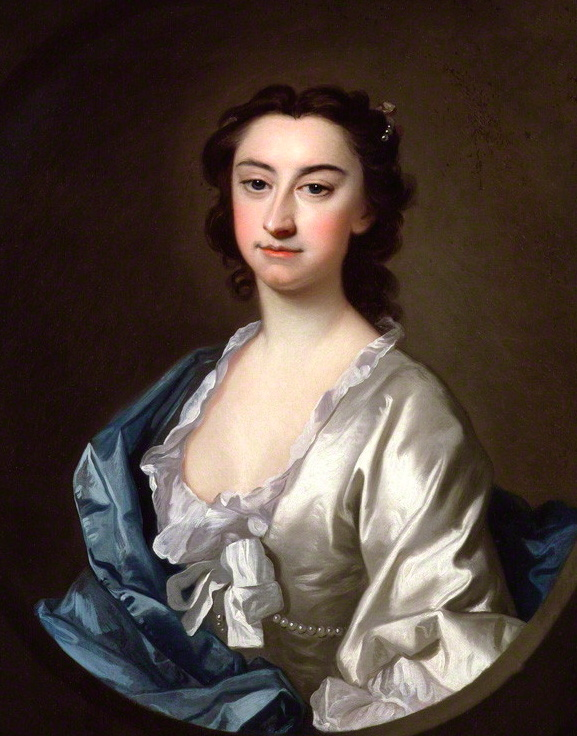
پرتره قرن 18 از خواننده قرن 18، سوزانا ماریا سیبر، بازتولید دوبعدی

نام این اوراتوریو به عیسی مسیح اشاره دارد. مسیح (عبری :מָשִׁיחַ ماشیا، آرامی: משיחא، یونانی: Μεσσίας، عربی: المسیح، لاتین :Messias) به معنی لغوی مسح شده است. در الهیات مسیحی، مسیحا نجات‌دهندهٔ نوع بشر است؛ نام وی مسیح است و نمود بشری‌اش عیسی است که نزد پیروانش با نام «عیسی مسیح» شناخته می‌شود. داستان اوراتوریوی مسیحا دربارهٔ میلاد مسیح، مصائب او، رستاخیزش و عروجش به ملکوت است. داستان با بشارت‌هایی است که پیامبران از سوی خدا نوید می‌دهند آغاز می‌شود و با ستایش مقام عیسی در بهشت پایان می‌یابد. برخلاف بیشتر اوراتوریوهای هندل، در مسیحا خوانندگان نقش درام بازی نمی‌کنند و هیچ کدامشان نقش اصلی یا برجسته‌تری در بیان داستان ندارند؛ همچنین از نقل قول در این اوراتوریو خیلی کم استفاده شده‌است. در لیبرتوی جننز، هدف آن نبوده که زندگی و آموزه‌های مسیح به طور داستان‌وار بیان شوند، بلکه تلاش شده که رمز و راز خداپرستی مورد تحسین قرار بگیرد. جننز از ترکیبی از متون برگرفته از نسخه شاه جیمز انجیل و مزامیری که در کتاب نمازنامهٔ عام برای این منظور بهره برده‌است.
این اثر در سه بخش اجرا می‌شود که از این جهت به اپراهای سه بخشی هندل شباهت دارد. هر بخش شامل چند «صحنه» است که هر کدامش شامل چند موومان است که به صورت گفت‌آواز (رسیتاتیو)، آریا یا آواز گروه کر هستند. از این میان دو موومان به صورت سازی (غیر آوازی) هستند که یکی در ابتداست و هندل به آن «سنفونی» نام داده‌است و حالت یک اورتور را دارد و دیگری یک پاستورال است که «پیفا» نام دارد و در اواسط بخش اول اجرا می‌شود و گاهی با نام «سمفونی پاستورال» نیز از آن یاد می‌شود.
در بخش اول، ماجرای تولد عیسی از باکره بر اساس عهد عتیق و از زبان پیامبران نقل می‌شود و سپس داستان بشارت به شبان‌ها که در انجیل لوقا آمده روایت می‌شود. در بخش دوم، مصائب مسیح، رستاخیز او و عروجش به ملکوت مرور می‌شود، داستان گسترش انجیل بر سطح زمین به دنبالش می‌آید و نهایتاً این بخش با آواز هله‌لویا به پایان می‌رسد. بخش سوم با وعدهٔ رستگاری ادامه می‌یابد و نهایتاً به پیشبینی روز حساب و رستاخیز عمومی می‌رسد و انتهای این بخش به این می‌پردازد که عیسی بر گناه و میرایی فائق می‌آید و مقام او را ستایش می‌کند. دونالد باروز، موسیقی‌شناس اهل لندن و از محققین سرشناس آثار هندل، بیشتر متن شعر مسیحا چنان کنایی نوشته شده که برای کسانی که با مفاهیم انجیل آشنا نباشند قابل درک نیست. برای این که شنوندگان این اثر بتوانند آن را بهتر درک کنند، جننز یک جزوه تهیه کرده بود و به شنوندگان می‌داد که در آن دلیل انتخاب متون مذهبی برای هر یک از بخش‌های اثر توضیح داده شده بود.

## یادداشت
1. ↑  نسخهٔ شاه جیمز (به انگلیسی: King James Version) ترجمهٔ انگلیسی معروفی از انجیل است که برای کلیسای انگلستان تهیه شده بود.
2. ↑  King's Theater
3. ↑  Haymarket
4. ↑  Sinfony
5. ↑  Pifa